# Hartswater
Hartswater est une ville d'Afrique du Sud, située dans la province du Cap-Nord.
La ville compte 10 465 habitants en 2011.